# Mezní stav

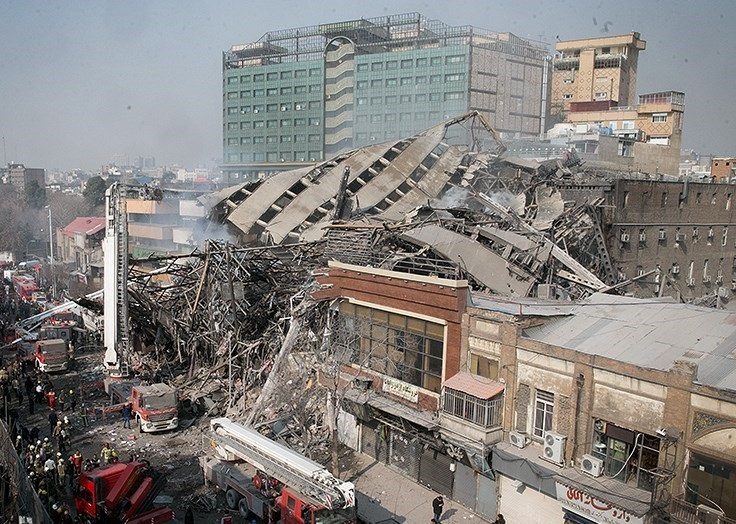
Zřícená budova, u níž byl překonán mezní stav použitelnosti a hlavně mezní stav únosnosti – došlo ke zborcení

Mezní stav je situace, která v mechanice nastává při namáhání a deformaci materiálu. Této hraniční situaci chceme z různých důvodů zabránit, při porušení mezních stavů totiž ztrácí objekt schopnost plnit funkční požadavky. Existuje několik druhů mezních stavů. Například mezní stav přetvoření, pružnosti, deformace, trvanlivosti či požární odolnosti. Ve statice posuzujeme spolehlivost konstrukce dle dvou mezních stavů: únosnosti a použitelnosti.

## Únosnosti a použitelnosti

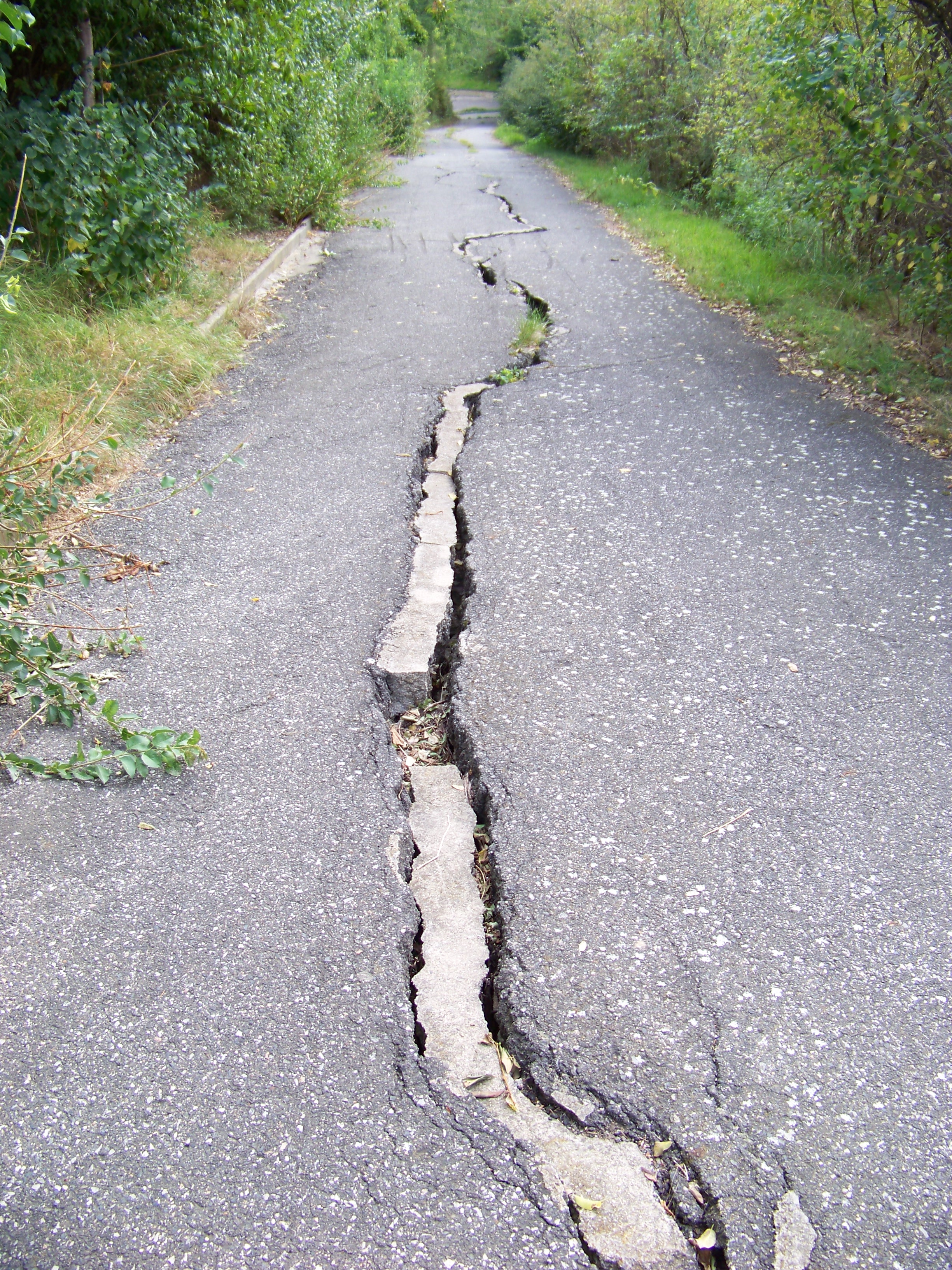
Trhlina v chodníku – byl narušen 2. mezní stav použitelnosti – je snížena uživatelská funkčnost i estetika

Dle mezních stavů únosnosti a použitelnost posuzujeme stabilitu dané konstrukce.
- 1. MS únosnosti – porušení, přetržení, zřícení, ztráta stability tvaru – závažnější
  - vypočítává se z návrhových hodnot zatížení
- 2. MS použitelnosti – uživatelské pohodlí, provozuschopnost, míra deformací, vzhled (průhyby, trhliny, kmitání, vibrace)[4]
  - vypočítává se z charakteristických hodnot zatížení